# Староваськино
Староваськино (баш. Иҫке Васькин) — деревня в Мишкинском районе Республики Башкортостан Российской Федерации. Входит в состав Мишкинского сельсовета.

## География

### Географическое положение
Расстояние до:
- районного центра (Мишкино): 2 км,
- центра сельсовета (Мишкино): 2 км,
- ближайшей ж/д станции (Загородная): 118 км.

## Население
| 2002 | 2009 | 2010 |
| ---- | ---- | ---- |
| 539  | ↘523 | ↗529 |

Национальный состав
Согласно переписи 2002 года, преобладающая национальность — марийцы (95 %).